# Анаткасы (Питишевское сельское поселение)
Анаткасы́ (чув. Анаткасси) — деревня в Аликовском муниципальном округе Чувашской республики. Входила в состав Питишевского сельского поселения до его упразднения в 2022 году.

## География
Находится в северо-западной части Чувашии на расстоянии приблизительно 6 км на север по прямой от районного центра села Аликово.

## История
Упоминается с 1858 года как околоток села Устье с населением 153 человека. В 1897 году учтено 174 жителя, в 1926 46 дворов и 241 житель, в 1939 257 жителей, в 1979 167 жителей. В 2002 году отмечено 42 двора, в 2010 34 домохозяйства. В период коллективизации был организован колхоз «Ворошилов».

## Население
Население составляло 91 человек (чуваши 100 %) в 2002 году, 106 в 2010.